# Emma Herbring
Emma Herbring, född 24 december 1986 i Stockholm, svensk fotbollsspelare (mittfältare/back som spelat i LdB FC).
Hon är gift med Ola Toivonen.

## Klubbar
- LdB FC Malmö
- Malmö FF
- Jitex BK
- KIF Örebro
- Rävåsens IK (moderklubb)

## Meriter
- 5 U21-landskamper
- 30 flick-landskamper